# Keleos
Keleos (řecky Κελεός, latinsky Celeus) je v řecké mytologii eleusínský král, jeho synové jsou Triptolemos a Démofoón.
Král Keleos se svou manželkou Metaneirou poskytli přístřeší a pohostinnost bohyni Démétér, když v hlubokém žalu bloudila světem a hledala svou dceru Persefonu, kterou unesl bůh podsvětí Hádés.
Démétér, bohyně plodnosti země a úrody, z vděčnosti dala jejich synům zvláštní dar:
- staršího Triptolema naučila pěstoval obilí a přikázala mu, aby se stal učitelem zemědělství pro všechny národy
- mladšímu Démofoóntovi chtěla darovat nesmrtelnost, ale když ji při tajném obřadu mazání ambrózií a zakalování ohněm přistihla jeho matka, zakázala jí to. Následoval potom svého bratra a sklidil slávu zejména na poli orném.

Král Keleos vybudoval bohyni Démétér velkolepý chrám, který se stal střediskem budoucích eleusínských mystérií, velkých každoročních slavností na přelomu září a října.